# Blåvit flugsnappare
Blåvit flugsnappare (Cyanoptila cyanomelana) är en asiatisk fågel i familjen flugsnappare inom ordningen tättingar.

## Utseende
Blåvit flugsnappare är en stor (16–17 cm) och praktfull flugsnappare. Hanen är djupt koboltblå med svart i ansiktet ner till övre delen av bröstet och flankerna, resten av undersidan vit. Vitt syns även på de yttre stjärtpennornas bas. Honan är gråbrun, blekt beigevit på nedre delen av strupens mitt. Den unga hanen liknar hanen men har blått på vingar och rygg.
Sången består av en kort serie sorgsamma visslingar.

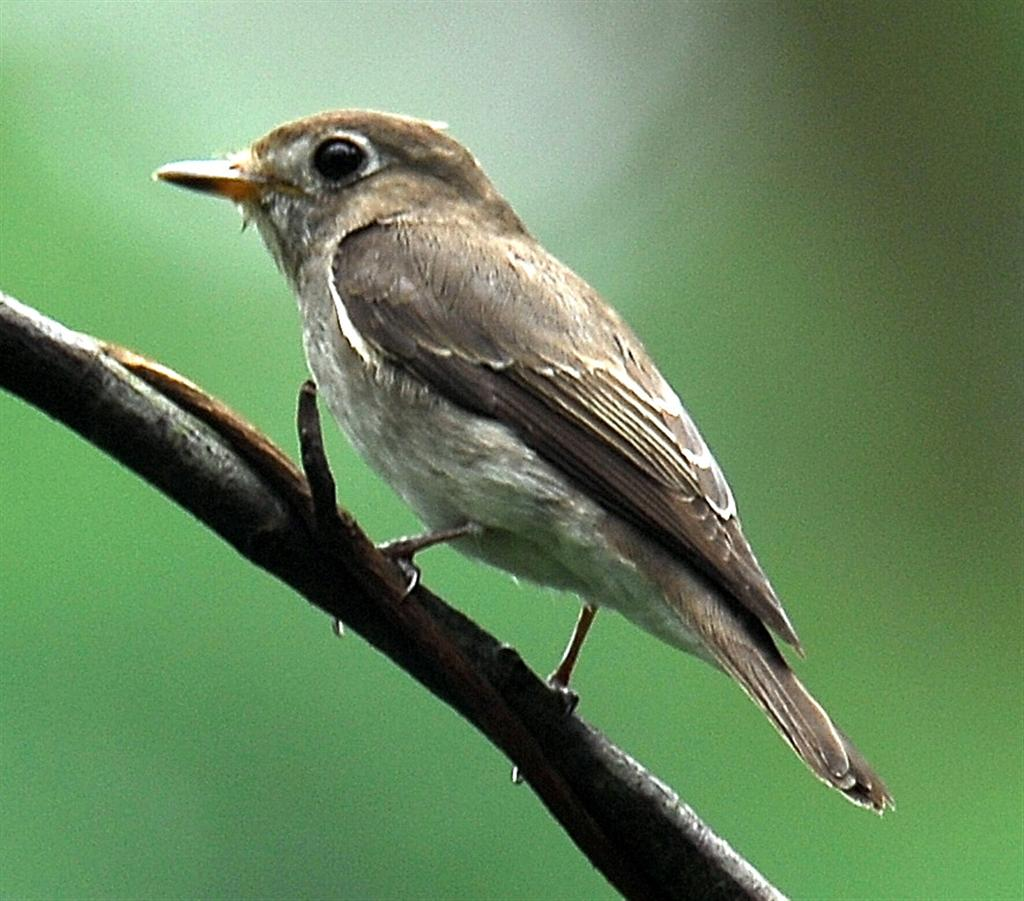
Hona.

Den liknande arten coelinflugsnappare (C. zappeyi), tidigare behandlad som underart, är större, är svartstreckat turkos ovan samt på strupe och bröst samt har djupare och långsammare sång.

## Utbredning och systematik
Blåvit flugsnappare häckar i östra Asien. Den delas upp i två underarter med följande utbredning:
- Cyanoptila cyanomelana cyanomelana – häckar i Japan och på södra Kurilerna
- Cyanoptila cyanomelana intermedia – häckar i nordöstra Kina (Heilongjiang söderut till östra Hebei), sydöstra Ryssland (Amur oblast och Primorje kraj) och koreanska halvön

Arten övervintrar söderut till Myanmar, Thailand och Stora Sundaöarna. Som tillfällig gäst har den setts i Australien, Oman och Förenade Arabemiraten.

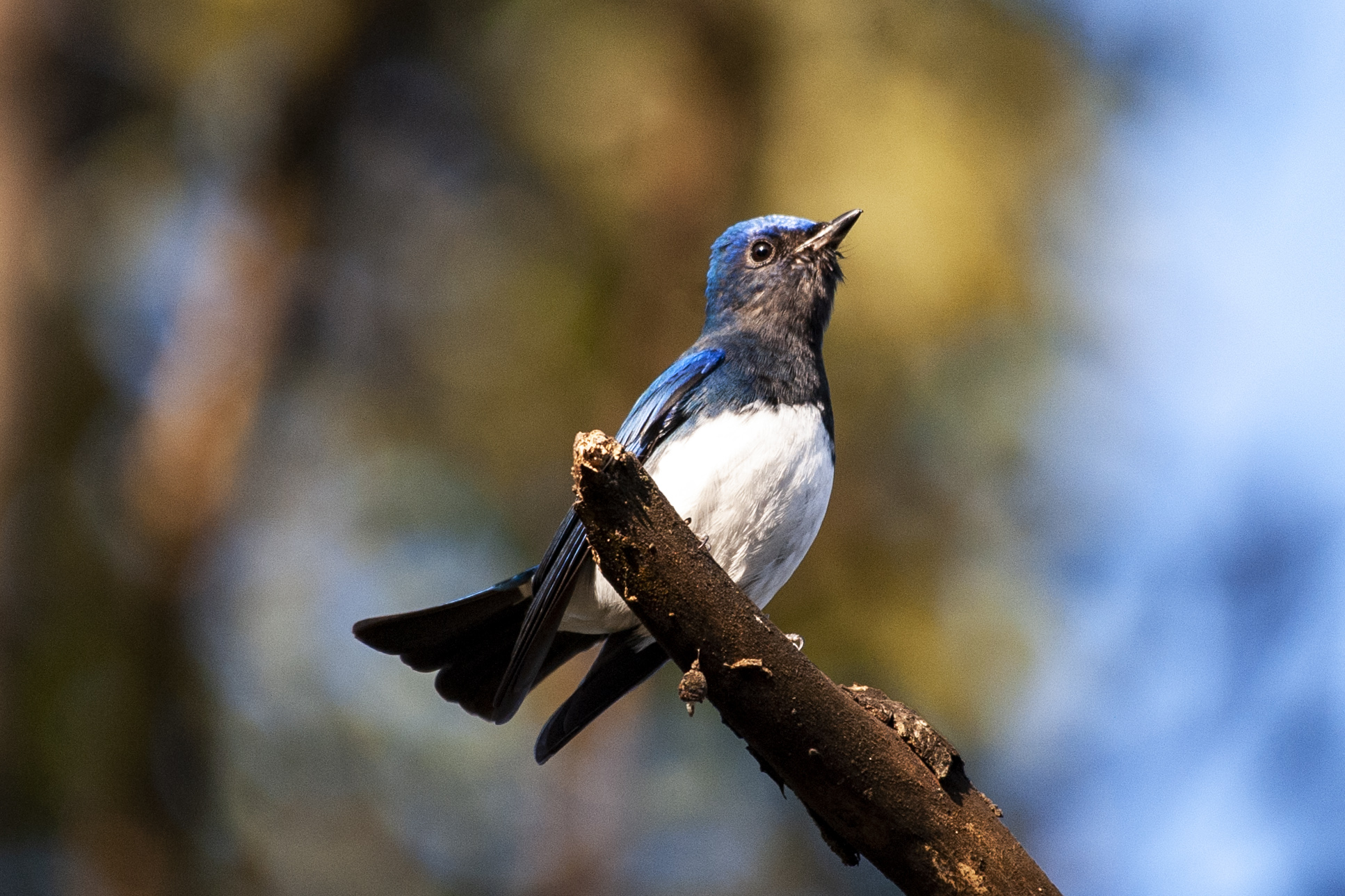
Övervintrande blåvit flugsnappare i södra Indien.

Tidigare betraktades coelinflugsnappare (C. cumatilis) som en underart, men den urskiljs nu som egen art efter studier.

## Levnadssätt
Blåvit flugsnappare häckar i skogsområden, både urskog och ungskog. Den livnär sig av små ryggradsdjur, huvudsakligen skalbaggar, fjärilar, bin och deras larver. Den fångar sitt byte i luften efter utfall från en medelhög sittplats eller plockar från lövverket. Fågeln häckar från slutet av maj till början av augusti. Boet av mossa placeras lågt i en klippskreva, bland trädrötter eller under ett överhäng.

## Status och hot
Arten har ett stort utbredningsområde, men tros minska i antal, dock inte tillräckligt kraftigt för att den ska betraktas som hotad. Internationella naturvårdsunionen IUCN listar arten som livskraftig (LC).